# 一颗叫做太阳的恒星 (歌曲)
一颗叫做太阳的恒星（俄語：Звезда по имени Солнце）是苏联摇滚乐队电影的一首歌，歌曲名稱與专辑一颗叫做太阳的恒星同名，該歌曲于1988年发行。音乐界一般都认同该歌曲是电影乐队最著名的作品之一。东欧的吉他初学者们通常都会练习弹奏此曲，很多人都翻唱过该歌曲。俄罗斯的一些广播电台曾每日播放该歌曲。這首歌的歌词和旋律均由乐队主唱维克多·崔创作。

## 翻唱版本
美国独立流行乐队“Brazzaville”在2006年专辑《东洛杉矶微风》（East L.A. Breeze）中收录了《一颗叫做太阳的恒星》的英文翻唱版，歌名是“Star Called Sun”。其歌词并非对俄文原歌词的直译，而是关于乐队歌手大卫·亚瑟·布朗（David Arthur Brown）的母亲逝世的內容。
俄罗斯-乌德穆尔特民俗乐队“布拉诺夫斯基祖母们”（俄语：Бурановские бабушки/ Buranovskiye Babushki；乌德穆尔特语：Брангуртысь песянайёс/ Brangurtyś pesänajos/ Buranovo Grannies）曾演唱过该歌曲的乌德穆尔特语版本。